# Automeris serpina
Automeris serpina är en fjärilsart som beskrevs av Butler 1878. Automeris serpina ingår i släktet Automeris och familjen påfågelsspinnare. Inga underarter finns listade i Catalogue of Life.